# Monster (мини-альбом)
Monster — дебютный мини-альбом южнокорейского саб-юнита Red Velvet — Irene & Seulgi, выпущенный 6 июля 2020 года лейблом SM Entertainment при поддержке Dreamus. Альбом состоит из шести композиций, включая одноимённый сингл и песню «Naughty», доступную лишь на физических носителях.

## Коммерческий успех
Согласно данным Hanteo, в первый день продажи мини-альбома составили более 80 тысяч копий, что стало лучшим результатом в карьере Red Velvet, а также лучшим результатом среди женских саб-юнитов после мини-альбома Girls’ Generation — TTS Twinkle, выпущенного в 2012 году; на третий день продаж отметка преодолела порог в 100 тысяч копий. На китайской музыкальной платформе QQ Music альбом также получил платиновую сертификацию за 55 тысяч проданных копий.
В чартах iTunes по всему миру релиз также стал самым успешным среди женских саб-юнитов — альбому удалось достигнуть вершины 45 стран.
В мировом альбомном чарте Billboard альбом дебютировал на 5 месте.

## Список композиций
| №                   | Название                | Текст песни                    | Музыка                                              | Аранжировка             | Длительность |
| ------------------- | ----------------------- | ------------------------------ | --------------------------------------------------- | ----------------------- | ------------ |
| 1.                  | «Monster»               | Kenzie                         | Яаков Грузман Делани Джейн Дженсон Вауган Ю Ён Чжин | Яаков Грузман Ю Ён Чжин | 2:58         |
| 2.                  | «Naughty» (놀이)        | JQ Ли Ён Чжи (makeumine works) | Moonshine Луис Фрик Свейн Charite Viken Ю Ён Чжин   | Moonshine Ю Ён Чжин     |              |
| 3.                  | «Diamond»               | Ким Ен Со                      | Даниэль Кляйн Ким Ен Со Андреас Ёборг               | Даниэль Кляйн           | 3:16         |
| 4.                  | «Feel Good»             | Ли Сы Ран                      | Moonshine Таниа Доко Maribelle                      | Moonshine               | 3:13         |
| 5.                  | «Jelly»                 | Пак Гы Рин (153/Joombas)       | minGtion Эндрю Чхве Ким Ен Со                       | minGtion                | 3:12         |
| 6.                  | «Uncover» (Соло Сыльги) | Ким Ен Со                      | Хон Ё Соб Сим Чжэ Вон Ким Ен Со                     | Хон Ё Соб               | 3:41         |
| Общая длительность: | Общая длительность:     | Общая длительность:            | Общая длительность:                                 | Общая длительность:     | 16:20        |

## Позиции в чартах
| Чарт (2020)             | Высшая позиция |
| ----------------------- | -------------- |
| UK Digital Albums Chart | 14             |
| US Heatseekers Albums   | 12             |
| US World Albums         | 5              |
| Gaon Albums Chart       | 2              |